# Kingston upon Hull
Kingston upon Hull (potocznie Hull) – miasto w Wielkiej Brytanii (Anglia), w hrabstwie ceremonialnym East Riding of Yorkshire, nad estuarium Humber i jego dopływem Hull, 
typowo przemysłowe (stocznie, rafinerie, fabryka czekolady).
Było największym miastem zlikwidowanego hrabstwa Humberside. Obecnie jest samodzielną jednolitą jednostką administracyjną (unitary authority), wchodzącą w skład regionu Yorkshire and the Humber.
W mieście jest most obrotowy, który stał się lokalną atrakcją i przyczynił się do rewitalizacji zaniedbanej, poprzemysłowej dzielnicy na lewym brzegu rzeki Hull.

## Transport
W mieście w latach 1876–1945 kursowały tramwaje, a w latach 1937–1964 działała sieć trolejbusowa, która składała się z 7 linii. Współcześnie po mieście kursują już tylko autobusy.

## W kulturze
Hull jako jedyne miasto w Anglii ma budki telefoniczne w kolorze kremowym (a nie czerwonym, jak pozostałe).

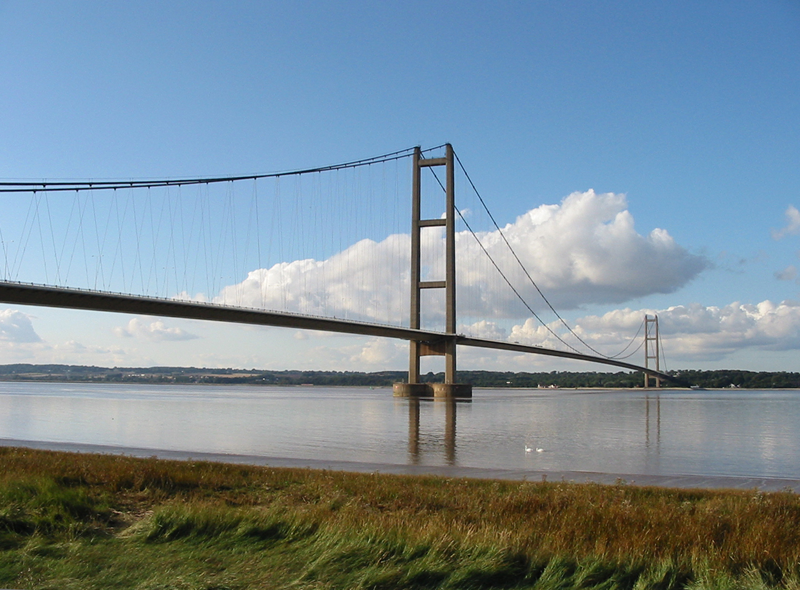
Most nad Humber

## Miasta partnerskie
- Freetown, Sierra Leone
- Niigata, Japonia
- Raleigh, Stany Zjednoczone
- Reykjavík, Islandia
- Rotterdam, Holandia
- Szczecin, Polska